# Олександрівське городище
Олександрівське городище — місто Гунської імперії на річці Інгулець, площею 4 га, що існувало близько 4—5 століття нашої ери. Олександрівське городище є одним з трьох відомих укріплених городищ черняхівської культури. По комплексу найважливіших ознак відноситься до групи черняхівських пам'яток причорноморського типу.
Городище і могильник розташовані поблизу села Олександрівка (Миколаївська обл.), що датуються кінцем 4 — початком 5 ст.
У різні часи пам'ятку досліджували Г. Крисін, Г. Скадовський, Б. Магомедов та ін.

## Характеристика
Городище розміром 190х190 метрів мало систему захисту у вигляді кам'яних стін, додатково обмежених ровом й ескарпом, і башт, три з яких були по 5 метрів, а одна діаметром 11 метрів. Внутрішня територія була забудована довгими жилими спорудами (40-50 метрів у довжину) з каменю, що розділені на окремі приміщення.
Залишки укріплень збереглися лише по північній і східній лініях оборони.
Городище було політичним центром — постійною резиденцією вождя племінного об'єднання і його дружини, а також у разі військової небезпеки слугувало захистом для мешканців округи.